# Universität Luxemburg

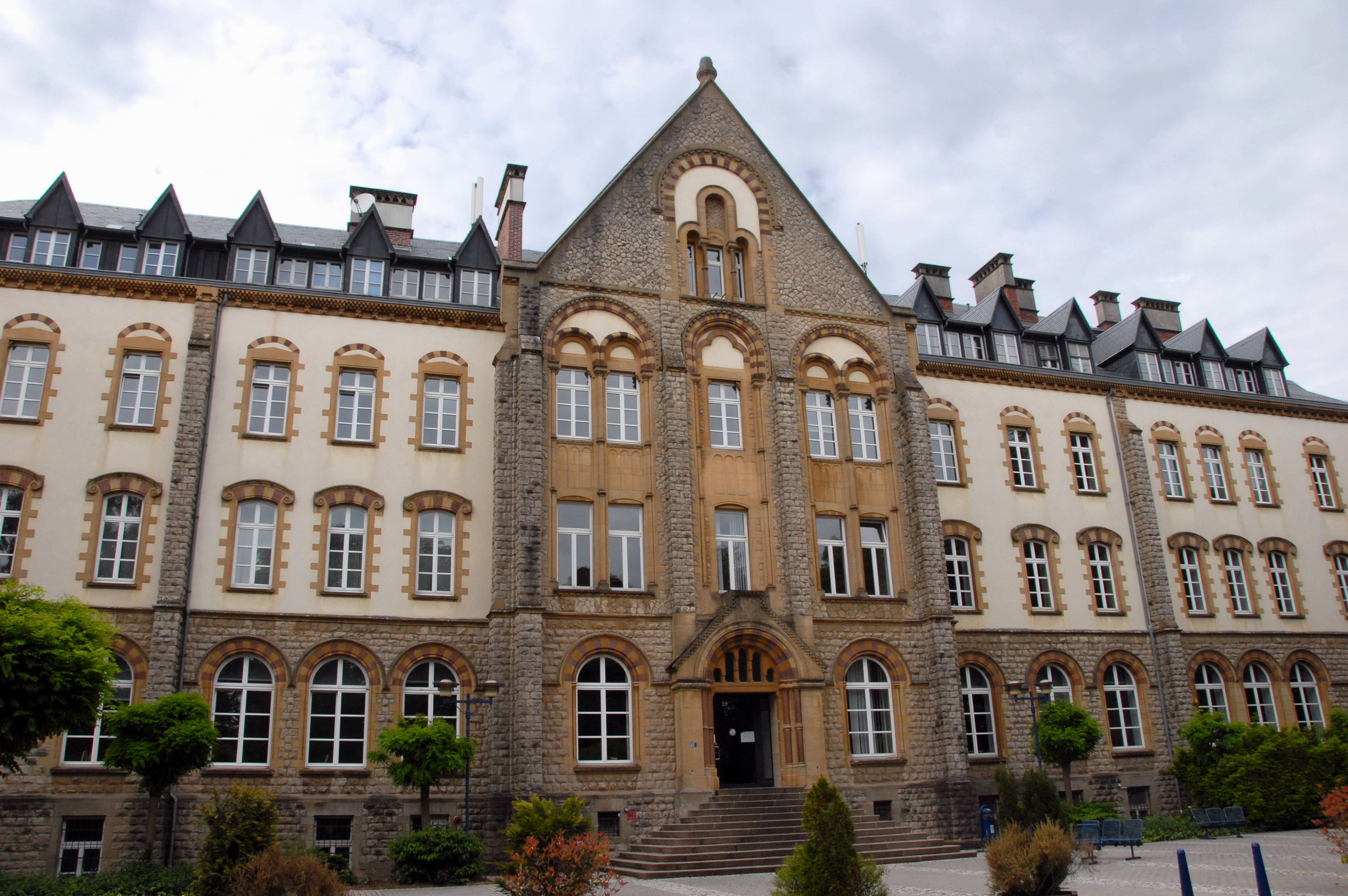
Campus Limpertsberg

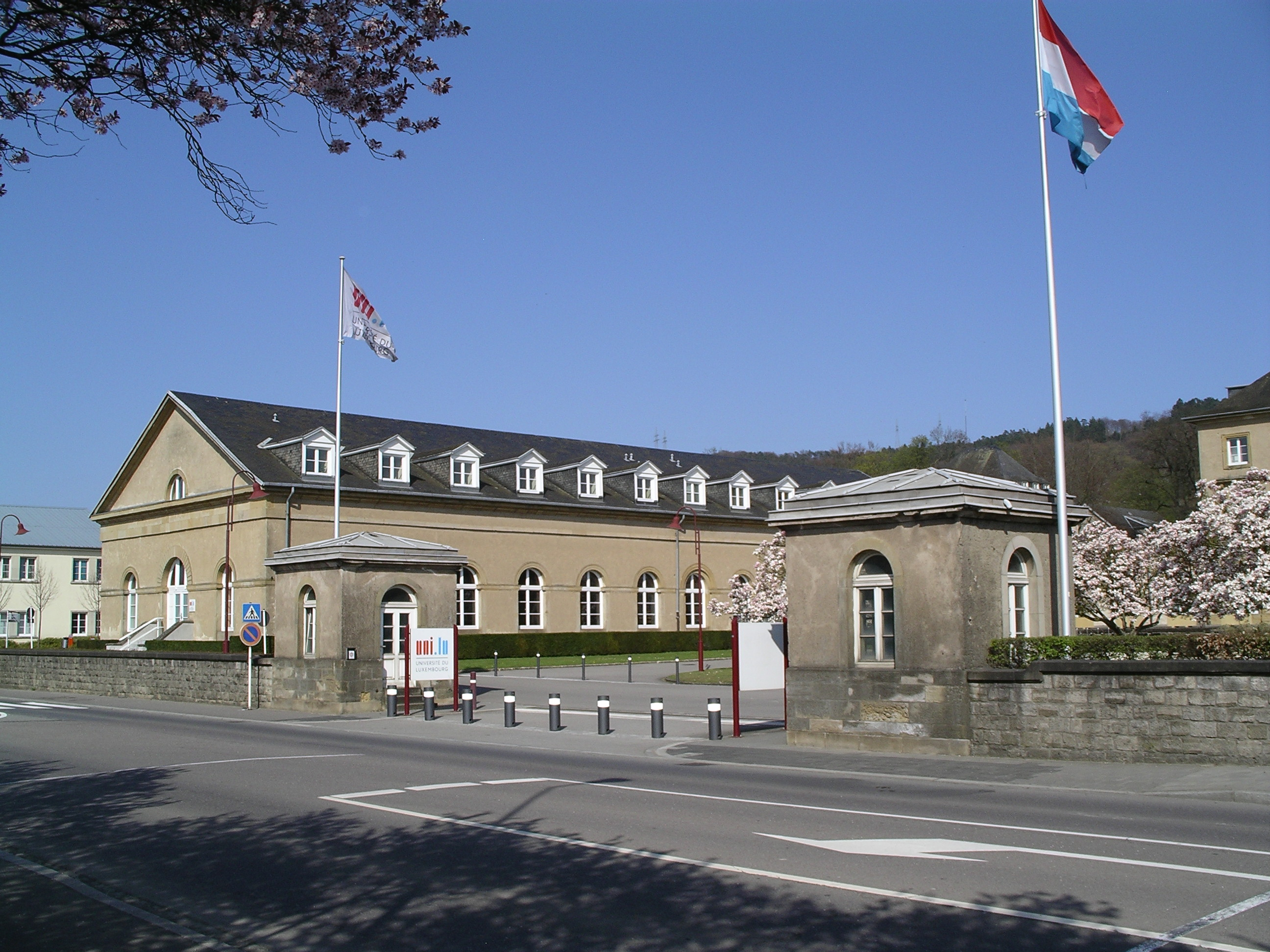
Schloss in Walferdingen, bis 2015 ein Campus der Universität Luxemburg

Die Universität von Luxemburg (französisch Université du Luxembourg, englisch University of Luxembourg, luxemburgisch Universitéit Lëtzebuerg) ist eine internationale Forschungsuniversität in Luxemburg.
Die Universität Luxemburg wurde 2003 durch den Zusammenschluss von vier bestehenden Bildungs- und Forschungseinrichtungen gegründet: dem „Centre universitaire", dem „Institut supérieur d’études et de recherches pédagogiques“, dem „Institut supérieur de technologie“ und dem „Institut d’études éducatives et sociales“.“ Die Universität ist die einzige öffentliche Universität in Luxemburg.
Hauptcampus der Universität Luxemburg ist seit Mitte 2015 Campus Belval in Esch/Alzette. In der Hauptstadt ist die Universität auf Campus Kirchberg und Campus Limpertsberg aktiv.

## Vorgeschichte
Forschung und Lehre auf Hochschulniveau hat es in Luxemburg auch schon vor Gründung der Universität gegeben.
Seit 1916 wurde am Institut Supérieur De Technologie (I.S.T.) Ingenieurausbildung angeboten. Das IST ging 2003 in das Ingenieurwesen als Teil der Fakultät FSTC über und stellt damit den ältesten Teil der Universität dar. Diese Forschergruppe brachte den ersten Doktoranden der Universität hervor.
Das Centre Universitaire de Luxembourg (CUNLUX) umfasste ein Département des Lettres & des Sciences Humaines, ein Philosophisches Seminar, ein Seminar Antike Studien, ein Seminar Mittelalterliche Geschichte (Michel Margue), ein Seminar Moderne Geschichte (Jean-Paul Lehners), ein Seminar Zeitgeschichte (Gilbert Trausch), ein Seminar ISIS (Interdépendances des sociétés, interaction des sciences), ein Seminar CERF (Centre d’Etudes et de Recherches Francophones), ein Linguistisches Seminar, ein Seminar English Studies sowie ein American Studies Center.

„Die beachtliche Leistung etwa der Mittelalter-Forschung, die das Centre Luxembourgeois de Documentation et d’Etudes médievales (CLUDEM) aufzuweisen hat und die an ausländischen Universitäten allzu oft den Namen des CUNLux überhaupt erst bekannt gemacht hat, oder die Kolloquien, die das von Charles-Marie Ternes im Bereich der Alten Geschichte gegründete SEMANT (Seminaire d’Études Anciennes) seit Jahren für Historiker und Archäologen organisiert, sind in der Tat in Luxemburg weniger beachtet worden als im Ausland. Immerhin hat aber das CLUDEM 1997 in Luxemburg den Lions-Preis bekommen.“

Die Grundschullehrerausbildung wurde durch das Institut Supérieur d’Études et de Recherches Pédagogiques (ISERP) in Walferdingen durchgeführt. IEES diente der Ausbildung der graduierten Erzieher. Die technologische Forschung versah das Institut Supérieur de technologies (IST).
Die Universität Luxemburg ersetzt diese Einrichtungen und ist rechtlich gesehen deren Nachfolger.

## Eckdaten
Erster Rektor war der franko-kanadische Professor François Tavenas (1942–2004). Von 2005 bis 2015 war der spanische Physiker deutscher Abstammung Rolf Tarrach (* 1948 in Valencia) Rektor. Am 15. Januar 2015 übernahm Rainer Klump dieses Amt. Am 1. Januar 2018 nahm Stéphane Pallage aus Malmedy die Tätigkeit als neuer Rektor der Universität auf. Sein Nachfolger wurde am 1. Januar 2023 der deutsche Physiker und Materialwissenschaftler Jens Kreisel.
Die Universität ist international ausgerichtet. Bachelorstudierende müssen mindestens ein Semester im Ausland verbringen. Bei Lehrprogrammen und Studentenaustausch kooperiert die Hochschule mit zahlreichen Universitäten in Europa und Übersee. Vorlesungen werden in der Regel in zwei Sprachen abgehalten – je nach Studiengang auf Englisch und Deutsch, Französisch und Deutsch oder Englisch und Französisch. Um den Einstieg zu erleichtern, organisiert das Sprachzentrum der Universität Fremdsprachenkurse für Studierende.
Im August 2023 waren an der Universität Luxemburg rund 7.000 Studierende, darunter 1.000 Doktoranden, aus mehr als 130 Ländern eingeschrieben. Rund 60 % der Studierenden waren internationale Studenten. Die Universität zählte 2.400 Beschäftigte, davon 1.500 akademische Mitarbeiter, einschließlich 293 Professorinnen und Professoren sowie Senior Researcher.
Die Einschreibungsgebühren betragen in der Regel im ersten Semester 400 Euro, danach 200 Euro pro Semester. Einschreibungen für das Wintersemester sind von Juli bis September, für das Sommersemester im Januar und Februar möglich.
Im internationalen Ranking von Times Higher Education (THE) erreicht die Universität regelmäßig Plätze unter den Top 250. Im Young University Ranking der weltbesten jungen Universitäten unter 50 Jahren stand sie im Jahr 2022 auf Platz 25 weltweit.

## Fakultäten und Studiengänge
Die Lehrprogramme sind nach dem Bolognasystem aufgebaut und orientieren sich an den Interessen junger Menschen sowie den Bedürfnissen des Arbeitsmarktes. Die Studierenden können derzeit unter 18 Bachelorstudiengängen sowie rund 50 Masterstudiengängen wählen.
- Die Fakultät für Naturwissenschaften, Technologie und Medizin bietet Bachelorstudiengänge in den Bereichen Ingenieurwesen, Informatik, Mathematik, Physik, Lebenswissenschaften (einschließlich Medizin[16]), seit 2023 auch Pflegewissenschaften, sowie diverse Master-Programme für Ingenieure (Maschinenbau[17], Bauingenieurwesen[18], Energieeffizienz[19], Umweltwissenschaft[20]), mehrere Masterstudiengänge in Information & Computer Sciences, Data Science, High Performance Computing sowie Cybersecurity, Masterstudiengänge in Physik, Mathematik, Biologie und Biomedizin, Technopreneurship sowie Space Technologie und Business.
- Die Fakultät für Recht, Wirtschaftswissenschaften und Finanzwirtschaft konzentriert sich in den Bachelorstudiengängen auf Betriebswirtschaft und Wirtschaftswissenschaften sowie Jura. Die Masterstudiengänge sind auf Bank- und Finanzwissenschaften, Europäisches Recht, Unternehmertum und Innovation, Logistik sowie Rechnungswesen und Audit ausgerichtet.
- Die Fakultät für Geisteswissenschaften, Erziehungswissenschaften und Sozialwissenschaften bietet Bachelorstudiengänge in den Bereichen Erziehungs- und Sozialwissenschaften, Psychologie und Europäische Kulturen. Die Masterstudiengänge reichen von Architektur, Literatur, Philosophie, Psychologie und Psychotherapie, Europäischer Geschichte und European Governance über Mediation und Gerontologie, grenzüberschreitende Kommunikation und Kooperation bis zu einem Master in Nachhaltiger Europäischer Raumentwicklung, einem Master in Theaterwissenschaften und dem „Master in Learning and Development in Multilingual and Multicultural Contexts“.

Darüber hinaus ist die Promotion zum Ph.D. an vier doctoral schools (Doktoranden-Instituten) möglich in Science and Engineering (Naturwissenschaften und Ingenieurwesen), Law (Jura), Economics, Finance and Management (Wirtschaft, Finanzen und Management) und Humanities and Social Sciences (Allgemeine Geisteswissenschaften und Soziologie).

## Forschung
Forschung ist eine der Kernkompetenzen der Universität Luxemburg. Die Forschung an der Institution konzentriert sich auf die Bereiche Digitale Transformation, Medizin und Gesundheit sowie nachhaltige und gesellschaftliche Entwicklung.
Ein besonderer Schwerpunkt liegt dabei auf interdisziplinären Ansätzen. Die internationalen Forschungsteams sind in den drei Fakultäten sowie in den vier interdisziplinären Forschungszentren der Universität organisiert:
- dem Interdisciplinary Centre for Security, Reliability and Trust (SnT);
- dem Luxembourg Centre for Systems Biomedicine (LCSB);
- dem Luxembourg Centre for Contemporary and Digital History (C2DH);
- und einem neuen Forschungszentrum das dem europäischen Recht gewidmet ist.

Im Jahr 2020 gründete die Universität das Institute for Advanced Studies (IAS), das vor allem interdisziplinäre Forschungsprojekte fördert.
Seit ihrer Gründung hat die Universität 15 ERC-Grants erhalten und 22 industrielle, öffentliche und öffentlich-private Lehrstühle eingerichtet, von denen 16 noch laufen. Im Jahr 2022 haben die Forscher der Universität 2.438 Publikationen veröffentlicht.
Das Institut für luxemburgische Sprache und Literatur beschäftigt sich mit sprachwissenschaftlichen und literaturwissenschaftlichen Aspekten des Luxemburgischen im Kontext der Mehrsprachigkeit. Es wurde im September 2006 gegründet und ist Teil der interdisziplinären Unité de Recherche IPSE.